# オールド (映画)
『オールド』（原題: Old）は、2021年のアメリカ合衆国のホラー・ミステリー・スリラー映画。

## 概要
監督・製作・脚本をM・ナイト・シャマランが務めた。フレデリック・ペータースとピエール・オスカル・レヴィーが2010年に発表したフランス語のスイスのグラフィックノベル『Sandcastle
』にインスパイアされた作品であるが、同ノベルを忠実に映画化した作品ではないと報じられている。ガエル・ガルシア・ベルナル、ヴィッキー・クリープス、ルーファス・シーウェル、アレックス・ウルフ、トーマシン・マッケンジー、アビー・リー、ニキ・アムカ＝バード、ケン・レオン、エリザ・スカンレン、アーロン・ピエール、エンベス・デイヴィッツ、イーモン・エリオットが出演した。
人里離れた砂浜で、自分たちが不思議なことに急速に老化し、一生が一日に短縮されていることに気付いた休暇中の家族を追う物語。

## あらすじ
ガイとプリスカは息子トレントと娘マドックスを連れて、離婚前の最後の家族旅行のため南国のリゾート地を訪れる。トレントとマドックスはホテルに宿泊していた警察官やダンサーと交流し、トレントはホテルのマネージャーの甥イドリブと友人になる。
翌日、一家はマネージャーに勧められて特殊な鉱石を含んだ巨大岩に囲まれているというプライベートビーチに招待される。出発前にトレントはイドリブから密かに送られていた暗号文の手紙を発見する。ビーチに到着すると、同じくマネージャーに招待された三組（外科医チャールズと妻クリスタル、娘カーラ、母アグネスの一家。看護師ジャリンと心理学者パトリシアのカーマイケル夫妻。人気ラッパーのミッドサイズ・セダン）がいた。休暇を満喫する彼らだったが、浜辺で女性の遺体を発見したことで事態が一変する。女性はセダンの知人だったことからセダンが殺人の疑いをかけられる。その間にアグネスの容態が急変し、救急を呼ぼうにも携帯電話は繋がらず、アグネスは死んでしまう。さらにマドックス、トレント、カーラの3人が急成長してティーンエイジャーになってしまい、子供たちが何かに感染しているのではと考える。彼らはビーチからの脱出を試みるが、岩場を通り抜けようとすると激しい頭痛に襲われて意識を失ってしまい、ビーチを出ることができない。その後も切り傷が瞬時に治ったり、プリスカが患っていた腫瘍が急速に肥大化するなど、不可解な現象が立て続けに起こる。女性の遺体は発見からたった3時間で白骨化しており、一行はこの場所に流れている時間に異常があることに気づく。さらに各家族の少なくとも一人は何らかの基礎疾患を抱えていることも判明する。24時間で50年の時が流れてしまうこのビーチで彼らに残されている時間は少ない。
やがてトレントとカーラは恋に落ち、急速に妊娠が進んだカーラはトレントの子供を出産するが、時間の影響に順応できずに子供は死んでしまう。悲観に暮れる中、統合失調症が悪化したチャールズがセダンを殺してしまい、脱出に向けた動きが活発化する。ジャリンは海から、カーラは崖を登って脱出を図るが、2人とも途中で意識を失い溺死・転落死し、さらにパトリシアが持病のてんかんの発作を起こして死んでしまう。その日の夜、それぞれ視力と聴力を失い始めたガイとプリスカは和解して関係を修復する。マドックスとトレントはビーチで死んだ犠牲者が書き残したノートを発見し、この場所の地磁気とビーチを囲む岩の影響で細胞の老化が急速に進むことを突き止め、体が入る金属の管を作れば作用を止められるかもしれないと考える。ノートには犠牲者と一緒にビーチにいた人々の名前も書かれていた。山の上にはカメラが設置されており、何者かが監視していることにも気づく。その直後、ガイとプリスカのもとに正気を失ったチャールズが襲いかかり、プリスカはトレントとマドックスを逃がしてチャールズに立ち向かう。2人が洞窟に逃げ込むと、そこには錯乱したクリスタルがおり、彼女は低カルシウム血症が原因で死んでしまう。一方、プリスカは浜辺に落ちていた錆びたナイフでチャールズを切りつけ、彼は血中に入り込んだ錆が原因で感染症を引き起こして死亡する。トレントとマドックスが洞窟から戻り、夜が更ける中、寿命を迎えたガイとプリスカは我が子に看取られながら息を引き取る。
朝を迎え、ビーチには中年になったトレントとマドックスだけが取り残されていた。トレントはイドリブから渡されていた手紙があったことを思い出し、暗号を解読してみるとそこには「伯父さんは珊瑚が好きじゃない」と書かれていた。珊瑚が金属の管のような役割を果たし、岩の影響を防ぐことができるのではと推測する。2人は海中に潜り珊瑚礁のトンネルの中を進んでいくが、マドックスの衣服が珊瑚に引っ掛かってしまい、トレントは彼女を助けようとする。2人がいつまでも浮上しないことを確認した監視役の運転手は「参加者全員が死亡した」と報告してビーチを後にして研究所に向かう。そこではマネージャーが研究員たちに治験の成果を伝えていた。ホテルは大手製薬会社の極秘研究所であり、新薬の研究を行っていたのである。ビーチの特殊な鉱石の存在に気付いた製薬会社は、基礎疾患を抱える人々をホテルに招待してウェルカムドリンクに偽装した新薬を飲ませ、ビーチに誘い出して新薬の効果を監視していた。マネージャーは三組のパソコンの履歴を削除してホテルとの繋がりを消し、新たな治験者をホテルに招待する。
ホテルに到着した治験者を出迎えたマネージャーはウェルカムドリンクを飲ませようとするが、そこに現れたトレントとマドックスに阻止され、宿泊客の前でホテルの秘密を暴露される。珊瑚礁を抜けてビーチからの脱出に成功していた2人はホテルに戻り、宿泊していた警察官に犠牲者のノートを渡して事態を説明していた。ノートに書かれていた名前の人々が全員行方不明になっていることが判明したため、マネージャーやホテルの従業員は全員逮捕される。警察官から製薬会社にも捜査が入ることを聞かされながら、トレントとマドックスは警察のヘリコプターで叔母の元に向かうのだった。

## キャスト
※括弧内は日本語吹替。
- ガイ・キャパ - ガエル・ガルシア・ベルナル（小松史法）
- プリスカ・キャパ - ヴィッキー・クリープス（斉藤梨絵）
- チャールズ - ルーファス・シーウェル（てらそままさき）
- トレント・キャパ（15歳） - アレックス・ウルフ（木村良平）
  - トレント・キャパ（中年） - イーモン・エリオット（英語版）（神奈延年）
  - トレント・キャパ（6歳） - ノーラン・リヴァー（織田海誓）
  - トレント・キャパ（11歳） - ルカ・ファウスティーノ・ロドリゲス（山崎智史）
- カーラ（15歳）- エリザ・スカンレン（田所あずさ）
  - カーラ（6歳）- カイル・ベイリー（山下音彩）
  - カーラ（11歳）- ミカヤ・フィッシャー
- マドックス・キャパ（16歳） - トーマシン・マッケンジー（清水理沙）
  - マドックス・キャパ（中年） - エンベス・デイヴィッツ（宮島依里）
  - マドックス・キャパ（11歳） - アレクサ・スウィントン（三本采香）
- クリスタル - アビー・リー（藤井ゆきよ）
- ジャリン・カーマイケル - ケン・レオン（佐藤美一）
- ミッドサイズ・セダン/ブレンダン - アーロン・ピエール（英語版）（樋山雄作）
- パトリシア・カーマイケル - ニキ・アムカ＝バード（英語版）（廣田悠美）
- アグネス - キャスリーン・チャルファント（三沢明美）
- 支配人 - グスタフ・ハマーステン（英語版）（田村真）
- マドリッド - フランチェスカ・イーストウッド（英語版）（熊谷海麗）
- シドニー - マシュー・シアー（英語版）（松川裕輝）
- 運転手 - M・ナイト・シャマラン（虎島貴明）
- グレッグ - ダニエル・アイソン （岡本幸輔）

## 製作

### 企画
2019年9月にユニバーサル・ピクチャーズはM・ナイト・シャマランが監督・脚本を務める新作スリラー映画2本を配給することを発表した。ユニバーサル社長のピーター・クラマーは新作映画について「非常に独創的なストーリー」になるとコメントし、シャマランは「世界には素晴らしいスタジオがありますが、ユニバーサルはオリジナル映画の公開を使命とし、意外性のある新しいストーリーを観客に提供することに長けています。私は劇場体験が長く継続するためにはオリジナル映画の存在が欠かせないと信じています」とコメントしている。
2020年5月にエリザ・スカンレン、トーマシン・マッケンジー、アーロン・ピエール、アレックス・ウルフ、ヴィッキー・クリープスが出演交渉に入り、6月にはアビー・リー・カーショウ、ニキ・アムカ＝バード、ケン・レオンの出演が決まった。7月にシャマラン、マーク・ビエンストック、アシュウィン・ラジャンがパーフェクト・ワールド・ピクチャーズ、ブラインディング・エッジ・ピクチャーズを介してプロデューサーを務めることが報じられ、同時にガエル・ガルシア・ベルナルの出演も発表された。8月にはルーファス・シーウェル、エンベス・デイヴィッツ、イーモン・エリオットの出演が決まった。

### 撮影

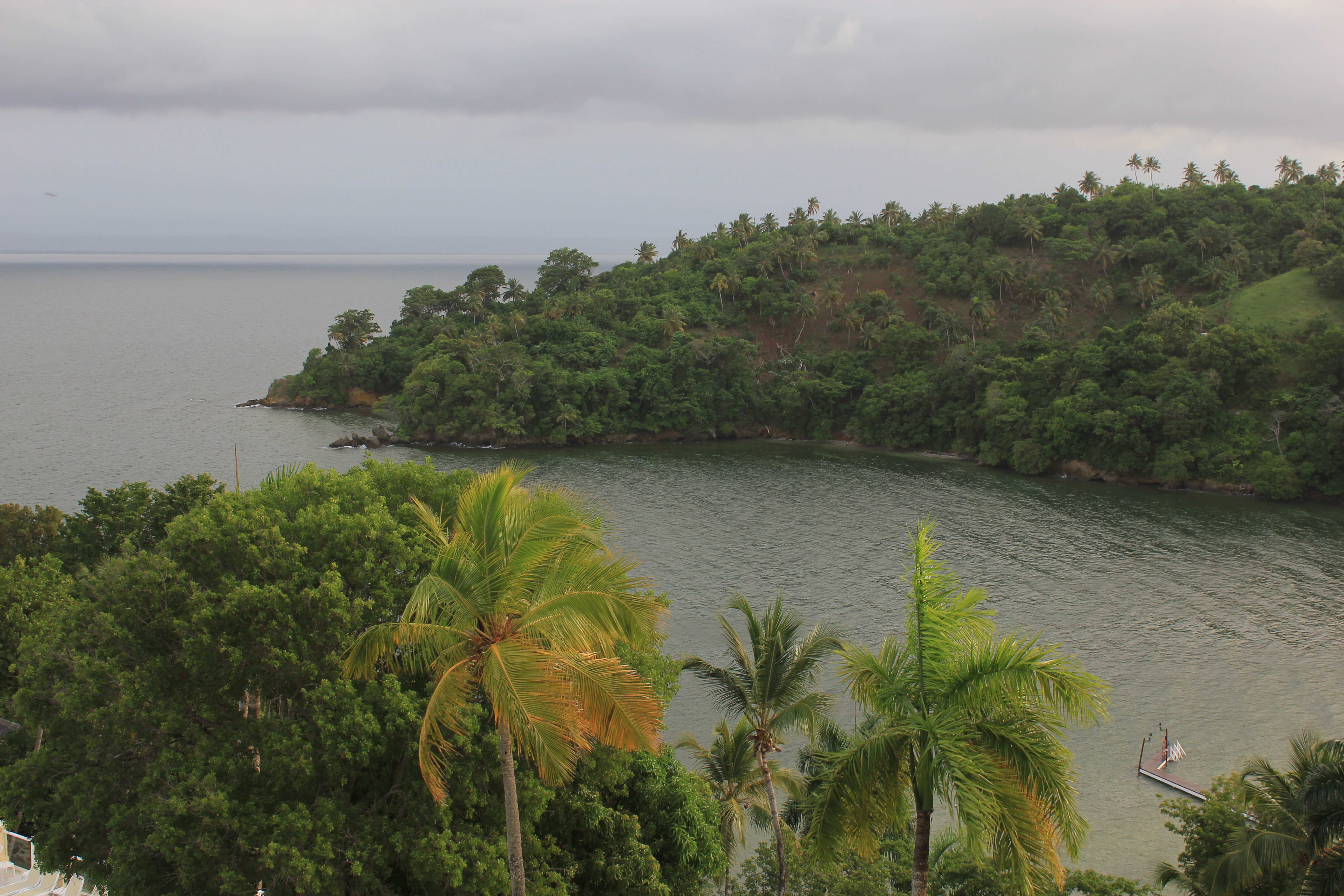
サンタ・バーバラ・デ・サマナ

2020年9月26日からドミニカ共和国で主要撮影が始まり、シャマランは撮影開始に合わせて映画のタイトルと宣伝ポスターを公表した。同日に『オールド』の原作が、2017年にシャマランが3人の娘から父の日のプレゼントとして受け取ったグラフィックノベル『Sandcastle』であることが報じられた。また、『オールド』はシャマラン監督作品の中で初めて、彼が幼少期を過ごしたフィラデルフィアから離れて撮影された。同作には1800万ドルの製作費が投じられ、シャマランは撮影監督のマイク・ジオラキスと共に35ミリフィルムを使用して撮影を行い、11月15日に全ての撮影が完了した。撮影終了後、シャマランは『オールド』は新型コロナウイルス感染症の流行下のドミニカ共和国で撮影された最初の映画であり、撮影期間中は一人も陽性反応者は出なかったと語り、撮影スタッフの10週間のホテル滞在費用を負担したことを明かした。
『オールド』は『美しき冒険旅行』『ピクニックatハンギング・ロック』などのオーストラリアン・ニューウェーブ作品や『皆殺しの天使』『藪の中の黒猫』『ジョーズ』『トワイライト・ゾーン』の影響を受けている。また、シャマランは閉塞感のある舞台を演出するために『羅生門』『乱』の撮影技法を採用している。その結果、撮影はサンタ・バーバラ・デ・サマナの北海岸にある2つの山の間にあるプラヤ・エル・バレ・ビーチで行われ、この他にフアン・ドリオのパインウッド・ドミニカン・リパブリック・スタジオとサマナ周辺の数か所で追加撮影が行われた。第二班の監督にはシャマランの娘イシャナ・シャマランが起用され、ビーチ周辺の自然の撮影を担当した。同じく娘のサレカ・シャマランはオリジナル曲「Remain」を作曲し、「ガイとプリスカの関係と愛を強調する」ためにU2の「ウィズ・オア・ウィズアウト・ユー」が使用された。
複数のキャストによると、シャマランは絵コンテを使い全てのシーンショットを構成していたという。イシャナは父の製作姿勢について「非常に規則的でプログラム化されたもの」と語っている。アレックス・ウルフはハリウッド・リポーターの取材の中で、「自分とトーマシン・マッケンジーはオーディションテープを提出して最初にキャスティングされた俳優だった」と語っており、出産シーンの撮影では高温のため気絶したとも語っている。ポストプロダクションではブレット・M・リードが編集作業を手掛けた。

### 音楽
映画音楽の作曲はトレヴァー・ガレキスが手掛け、2021年7月23日にバック・ロット・ミュージックからサウンドトラックが発売された。
ガレキス作曲でない唯一の曲「Remain」は、U2の曲「With or Without You」にインスピレーションを得た監督の娘サレカ・ナイト・シャマランによる。

## 作品のテーマ
シャマランはニュー・ミュージカル・エクスプレスのベス・ウェッブとの対談の中で、『オールド』で取り組んだテーマについて「間違いなく、私たちの時間との関係、そして私個人の意見として、私たち全員が持っている時間との機能不全の関係についてです。それがパンデミックであれ、キャラクターたちがこのような状況に置かれている要因であれ、検証を余儀なくされるまで、彼らはこのビーチに閉じ込められ、時間との関係について考えなければなりません。これを乗り越えられないキャラクターもいれば、平穏を手にするキャラクターもいます。この混沌とした状況で何故平穏を見付けることが出来たのか?この会話は、私自身と時間との間に交わされる会話なのです」と語っている。
トライベッカ映画祭に出席したシャマランは、老いにフォーカスした『オールド』を鑑賞して「認知症の父とそれを見守る子供たちの成長する姿を思い出した」と語っている。また、同席したアレックス・ウルフは『オールド』を新型コロナウイルス感染症になぞらえ、「COVID-19の危機から抜け出すと、時間が止まったように感じる。この映画は、まさにそれをテーマにしています」と語っており、プレミア上映に出席した際は「老いるということについての寓話的・実存的な瞑想のようなもの」と語っている。この他、ニキ・アムカ＝バードは「自然を当たり前のものだと思わないこと」、ガエル・ガルシア・ベルナルは「時間の流れが他の人とは違うことに疑問を持つこと」、ヴィッキー・クリープスは「愛と家族、そして老いや死への恐れよりもはるかに強いもの」とそれぞれ作品のテーマについて語っている。

## 公開
当初は2021年2月26日に公開予定だったが、2020年4月に『Mr.ノーバディ』が新型コロナウイルスの流行の影響を受けて延期されたことも伴い、公開スケジュールから外された。6月に『オールド』の公開日が2021年7月23日に変更されたことが発表され、7月19日にはニューヨークのジャズ・アット・リンカーン・センターでプレミア上映が行われ、キャスト・スタッフが出席した。
2021年2月7日に第55回スーパーボウルの放送中に『オールド』の30秒テレビ用予告編が流された。Deadline.comのアンソニー・ダレッサンドロは予告編について「『ゆかいなブレディー家』の二部構成のエピソード（古代のティキの呪いでグレッグ・フレイディがサーフィン中に事故に遭う）を思い起こさせる」と指摘し、Syfy Wireに寄稿したジョシュ・ワイスは「シャマラン監督特有のスローボイルの緊張感が確かに備わっている」と批評している。5月27日には劇場用ポスターとオフィシャルトレーラーが公開され、バラエティ誌のアントニオ・フェルメは「スリルと寒気をもたらす」、ジョシュ・ワイスは「『ベンジャミン・バトン 数奇な人生』の逆パターンで、キャラクターたちは枯れ果てて死ぬ前に逆転する必要がある」と批評している。7月にはエンパイアの誌面で『オールド』の独占画像が公表された。
RelishMixは『オールド』のマーケティング結果として、同作が『クワイエット・プレイス 破られた沈黙』『死霊館 悪魔のせいなら、無罪。』『スプリット』『ミスター・ガラス』『ラストナイト・イン・ソーホー』『LOST』と比較されており、「会話のトーンは興奮、恐怖、好奇心、注意、キャラクターへの警告—妊娠中の女性への質問から映画の結末や筋書きについての多数の推測まで様々に変化している」と分析している。2021年7月までに『オールド』のプロモーションコンテンツの合計再生回数は1億1320万回（YouTubeの動画3本で4120万回、Facebookの動画19本で3030万回）を記録している。ユニバーサルによると第55回スーパーボウルで流れた動画は1億回視聴されたが、これら各媒体の動画再生回数は「1日の平均クリック率を下回っている」と分析されている。また、映画の宣伝のために作られたSnapchatのエイジングフィルターはシャキール・オニール、ケニー・スミス、チャールズ・バークレーなどの著名人が使用した後、全世界で再生回数2300万回を記録した。

## 評価

### 興行収入
公開1週間前の時点で、バラエティ誌とDeadline Hollywoodは「映画アナリストたちが『オールド』の公開週末の興行収入を1200万ドルから1500万ドルと想定している」と報じ、同時に「観客層が重なる競合作品が興行収入に影響を与える可能性がある」とも報じた。2021年7月23日に3355劇場で公開され、『G.I.ジョー:漆黒のスネークアイズ』及び『ジョー・ベル 〜心の旅〜』と同日公開になった。公開当日の興行収入は、前日開催のプレミア上映の興行収入150万ドルと合わせて690万ドルを記録した。観客の52%が女性、62%が25歳以上で、公開週末の興行収入は1685万ドルを記録したが、これはシャマランのキャリアの中では最低のオープニング記録だった。
『オールド』『G.I.ジョー:漆黒のスネークアイズ』のオープニング成績を「弱い」と指摘したマイケル・チェプリーは、オッカムの剃刀に基づき興行収入、ストリーミングサイト、テレビでの視聴者減少に関して分析し、「もしかすると私たちは“スクリーン疲労”に苦しんでいるのかも知れません。それは偏頭痛や眼精疲労、VDT症候群といった狭い意味ではなく、文化としてより大きな意味の中でのことです。Zoomで呼ばれることに疲れました。イベントテレビにも疲れました。大小様々なメディアのスクリーンに映る自分自身を見ることに、私たちは本当に疲れ果てたのです」と指摘している。公開第2週末の興行収入は前週比60%減少の686万ドルとなり、公開第3週末は410万ドル、公開第4週末は240万ドルを記録し、週末興行成績トップ5から脱落した。公開第5週末の興行収入は115万ドル、公開第6週末は84万810ドルを記録している。
海外市場では23市場で650万ドルのオープニング成績を記録し、上位5か国の興行収入はそれぞれロシア210万ドル、イギリス110万ドル、メキシコ80万ドル、イタリア60万ドル、フランス50万ドルとなっている。公開第2週末の興行収入は、1周遅れで公開されたスペインのオープニング成績120万ドルを含めて750万ドル（前週比35%減少）となった。公開第3週末の興行収入は440万ドルを記録し、公開第5週からは韓国で453劇場で小規模上映が始まったが、これは韓国映画館協会が自国映画の上映を優先したためである。公開第6週末には57市場で164万ドルを記録し、公開第9週末には27万7000ドル、公開第10週には60市場で16万9000ドルを記録している。

### 批評

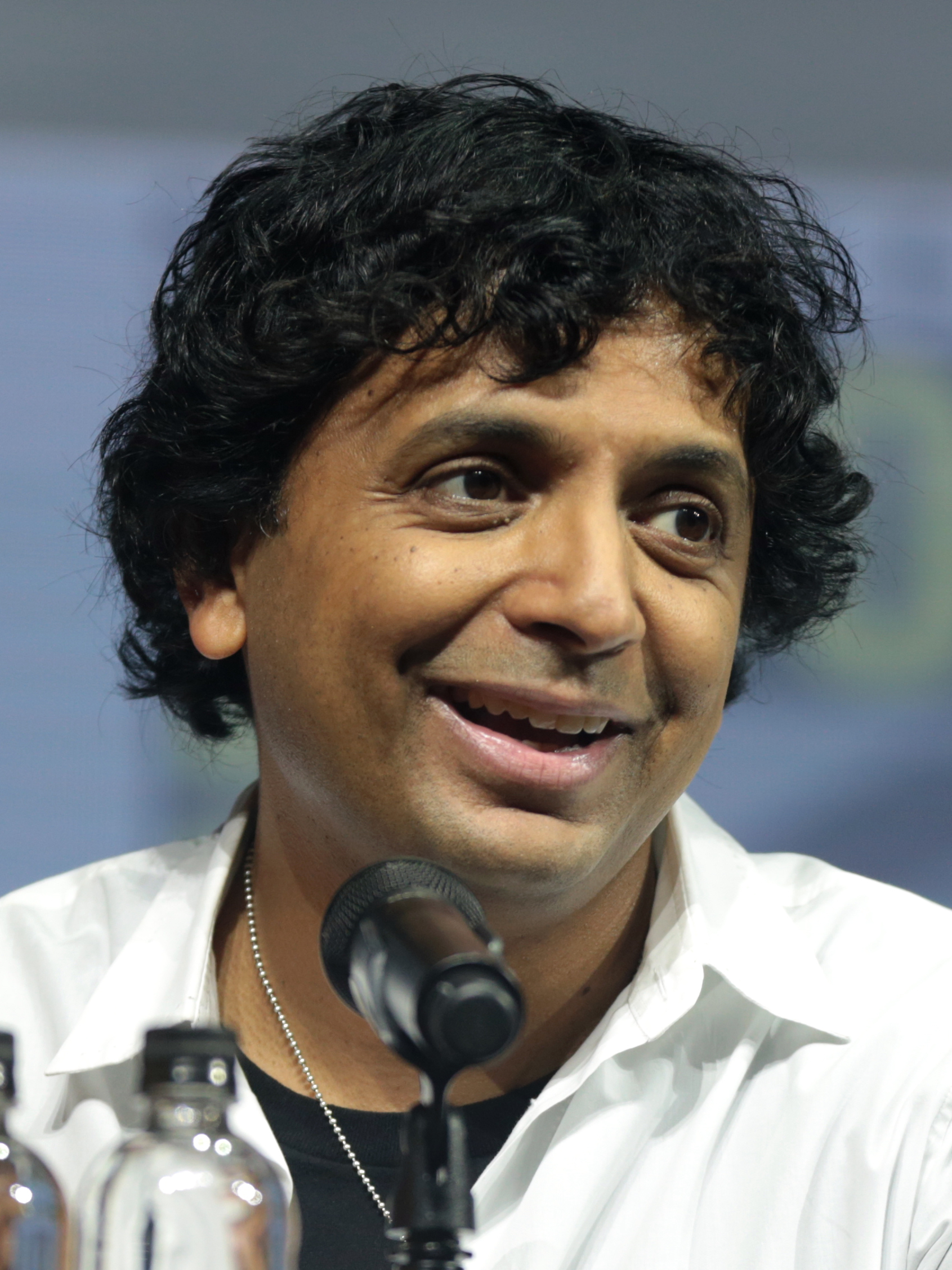
M・ナイト・シャマラン

本作に対する批評家の評価は賛否両論となっている。映画批評集積サイトのRotten Tomatoesには308件のレビューがあり、批評家支持率は50%、平均点は10点満点で5.5点となっている。サイト側による批評家の見解の要約は「面白いアイデアが不足しているということはないが、出来映えに斑がある。M・ナイト・シャマラン監督の『オールド』は観客を唸らせるか苛立たせるかの2択であり、そこに中間はない」となっている。また、Metacriticには52件のレビューがあり、加重平均値は55/100となっている。なお、本作のCinemaScoreはC+となっている。ポストトラックでは観客の61%が好意的な評価を与えている。
脚本、台詞、演技については批判的な意見が多くなっている。ガーディアンのピーター・ブラッドショーは5つ星評価で満点となる星5つを与え、「『オールド』は極めて面白い作品であり、鑑賞中、私は座席から身を乗り出していた。その時、私は恐怖に身をたじろがせていたのか、笑っていたのかもよく分からないが、今思えばその両方であった」と評している。バラエティ誌のオーウェン・グレイバーマンは「シャマラン監督の他の作品同様、『オールド』には観客の心を引き付ける仕掛けがあり、その演出の第1手には一種のエレガントさすらある。しかし、シャマラン監督はそんな仕掛けを大胆かつ邪悪に展開することをせず、観客に種々の要素を投げつけるばかりである」「子供たちの成長速度が急加速しているにもかかわらず、ガイとプリスカをはじめとする大人たちに変化がほとんど見られない―顔のしわが多少増えてはいくが―のは実に不可解である」と述べている。オブザーバー紙のウェンディ・アイデは、「キャラクターたちを信じることができないなら、映画の中心的なコンセプトをどうやって受け入れれば良いだろうか」と批評している。WXIX-TVのテレンス・"TT"・トッドも同様に「コンセプトは面白いが脚本は混乱しており、独自のテレビシリーズとしてなら、もっと上手くできたはずだ」と批評している。Voxのアリッサ・ウィルキンソンは「シャマラン監督は何年経っても台詞の書き方が上達していない」と指摘しつつ、映画の最高のシーンではルイス・ブニュエルの『皆殺しの天使』に匹敵する出来映えだったと批評している。グローブ・アンド・メールのバリー・ハーツは「堂々巡りの陳腐な台詞、バカバカしい脚本、そしてキャストに可能な限り不自然な演技をさせようとする異様な意志を感じる」と批評している。
撮影技法については好意的な評価が多くなっている。AP通信のジョセリン・ノヴェックは全体として批判しつつ、「魅力的なコンセプトと美しい風景が映画には存在する」と批評している。ピート・ハモンドはDeadline Hollywoodに寄稿し、「この作品が熟成されたものとは思えないし、中には笑ってしまうような酷い部分もある。少なくとも夏の劇場作品として、素晴らしいロケーションが観客を暑さから解放してくれるだろう」と批評している。リチャード・ローパーは映画のメインロケーションを「本当に息を吞むほど美しい」、ザ・ニューヨーカーのリチャード・ブロディは「余裕のあるメソッドとシャープなイメージで、監督はシンプルなコンセプトを強力なファンタジーに変えた」と批評している。
映画のテーマとどんでん返しの結末は賛否両論となっている。原作『Sandcastle』ではビーチで宿泊客が急速に老いる原因について説明されておらず、アリッサ・ウィルキンソンは映画の結末の方が「より満足のいくものだった」と批評している。ABCニュースによると、ピーター・トラヴァースは「COVID-19時代に強い共感を呼ぶはずだった突然の死と時間の崩壊というテーマを、（シャマランが）どれだけ不器用に扱っているかを知りショックを受けている」と報じている。グレン・ケニーはニューヨーク・タイムズに寄稿し、「シャマラン監督の流動的な映画製作スタイルは、ここでは特に上手く機能しており、キャラクターの年齢に応じて俳優を変える手法はシームレスになっている」と指摘しつつ、「シャマラン監督は奇をてらった結末を用意することで知られているが、この作品では満足のいく着地ができたかについては議論の余地がある」と批評している。

### ノミネート
| 映画賞                                                   | 授賞式         | 部門                   | 対象                       | 結果       | 出典          |
| -------------------------------------------------------- | -------------- | ---------------------- | -------------------------- | ---------- | ------------- |
| 第12回ハリウッド・ミュージック・イン・メディア・アワード | 2021年11月17日 | ホラー映画部門作曲賞   | トレヴァー・ガレキス       | ノミネート | [ 82 ] [ 83 ] |
| 第47回ピープルズ・チョイス・アワード                     | 2021年12月7日  | ドラマ映画賞           | オールド                   | ノミネート | [ 84 ] [ 85 ] |
| 第26回フロリダ映画批評家協会賞                           | 2021年12月22日 | 撮影賞                 | マイク・ジオラキス         | ノミネート | [ 86 ] [ 87 ] |
| ドリアン・アワード                                       | 2022年3月17日  | Campiest Flick         | オールド                   | ノミネート | [ 88 ] [ 89 ] |
| イマジン・アワード                                       | 2022年10月2日  | 長編映画部門主演男優賞 | ガエル・ガルシア・ベルナル | ノミネート | [ 90 ]        |
| 50周年記念サターン賞                                     | 2022年10月25日 | スリラー映画賞         | オールド                   | ノミネート | [ 91 ]        |